# Curtis Samuel
Curtis Samuel (Brooklyn, 11 agosto 1996) è un giocatore di football americano statunitense che milita nel ruolo di wide receiver per i Buffalo Bills della National Football League (NFL).

## Carriera

### Carolina Panthers
Samuel al college giocò a football con gli Ohio State Buckeyes dal 2014 al 2016, vincendo il campionato NCAA nella sua prima stagione e venendo premiato come All-American come kick returner nell'ultima. Fu scelto dai Carolina Panthers nel corso del secondo giro (40º assoluto) del Draft NFL 2017. Debuttò come professionista subentrando nella gara del primo turno contro i San Francisco 49ers.

### Washington Football Team/Commanders
Il 17 marzo 2021 Samuel firmò con il Washington Football Team un contratto triennale del valore di 34,5 milioni di dollari.

### Buffalo Bills
Il 14 marzo 2024 Samuel firmò un contratto triennale del valore di 24 milioni di dollari con i Buffalo Bills.